# دانیگن (کالیفرنیا)
دانیگن (به انگلیسی: Dunnigan) یک منطقهٔ مسکونی در ایالات متحده آمریکا است که در شهرستان یولو، کالیفرنیا واقع شده‌است. دانیگن ۱۳٫۵۳۵ کیلومتر مربع مساحت و ۱٬۴۱۶ نفر جمعیت دارد و ۲۱ متر بالاتر از سطح دریا واقع شده‌است.